# Wey (Automarke)

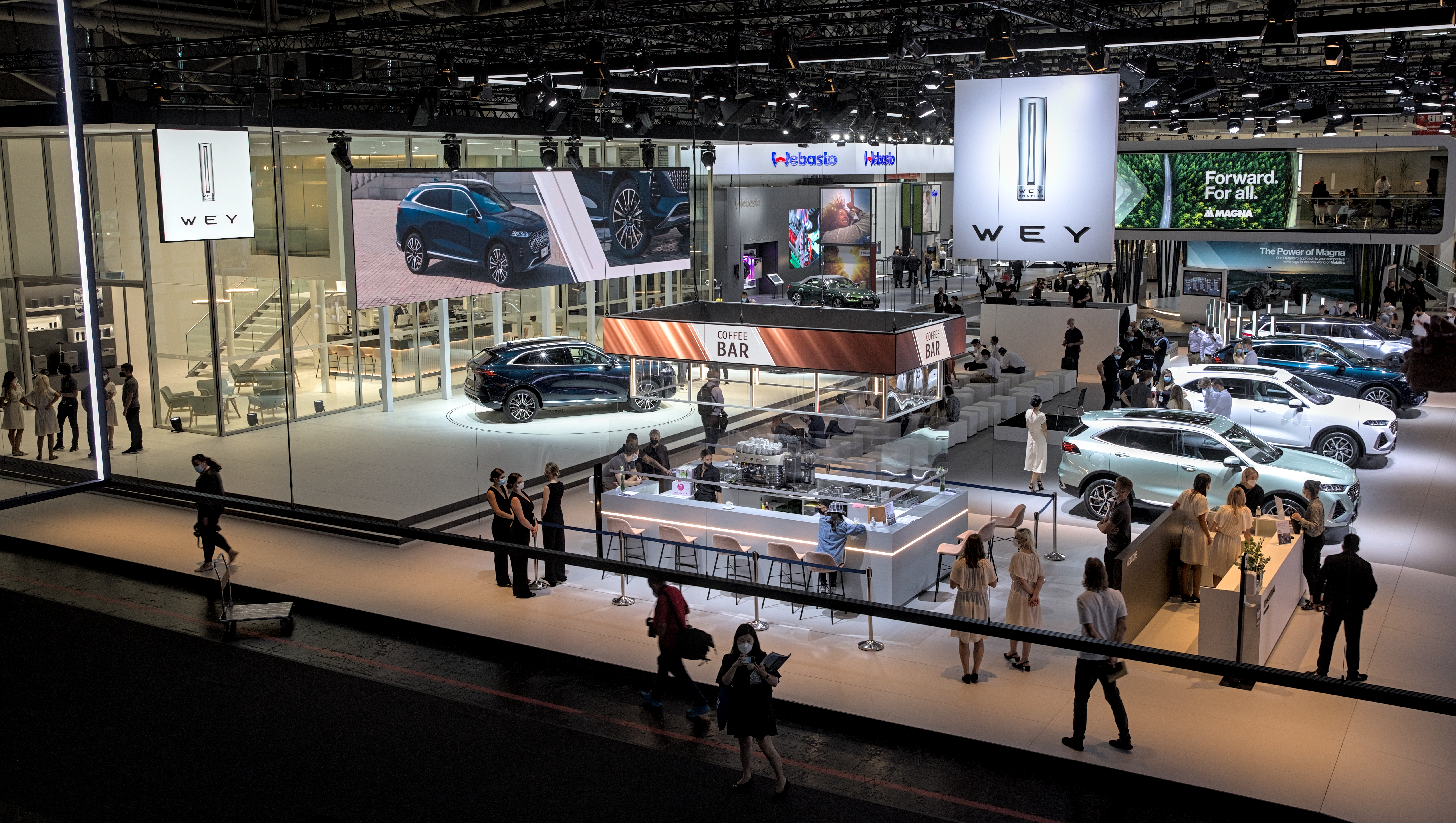
Stand der Marke Wey auf der IAA 2021

Wey (chinesisch:魏 ) ist eine Marke des chinesischen Automobilherstellers Great Wall Motor. Vorgestellt wurde die Marke im November 2016 im Rahmen der Guangzhou Auto Show. Der Verkauf der ersten Fahrzeuge startete Ende April 2017. Seit Oktober 2022 werden auch in Europa Fahrzeuge zum Kauf angeboten. Positioniert ist die Marke als Luxusmarke des Konzerns.

## Namensgebung
Der Name der Marke Wey leitet sich vom Namen des Gründers, Wei Jianjun, des Herstellers GWM ab.

## Fahrzeuge
Auf der Guangzhou Auto Show 2016 präsentierte Wey mit den Fahrzeugen W01, W01 eAD und W02 drei Konzeptfahrzeuge im SUV-Format. Den Antrieb in allen drei Fahrzeugen übernimmt der aus dem Haval H7 bekannte 170 kW (231 PS) starke Zweiliter-Ottomotor, wobei dieser im W01 eAD mit zwei Elektromotoren kombiniert wird. Dieser Plug-in-Hybrid erreicht eine Systemleistung von 268 kW (364 PS) und beschleunigt das SUV in 6,9 Sekunden auf 100 km/h. Die elektrische Reichweite beträgt 50 Kilometer.
Auf der Auto Shanghai im April 2017 debütierte mit dem Wey VV7 das erste Serienfahrzeug der Marke. Dieses kam am 27. April 2017 in China zu den Händlern.
Im September 2017 kam mit dem Wey VV5 ein weiterer SUV auf den Markt. Dieser ist unter dem VV7 positioniert.
Ebenfalls im September 2017 hatte die Marke auf der IAA in Frankfurt am Main ihre Europapremiere. Neben der Vorstellung von VV5 und VV7 zeigte die Marke mit dem P8 einen 270 kW (367 PS) starken Plug-in-Hybriden und mit dem XEV ein elektrisch angetriebenes Konzeptfahrzeug. Der Vertrieb in Europa ist jedoch erst für 2021 geplant.
Der auf dem VV5 aufbauende Wey VV6 debütierte auf der Guangzhou Auto Show in November 2017 und wurde ab August 2018 in China verkauft.
Der Wey P8 GT wurde im November 2018 auf der Guangzhou Auto Show vorgestellt und soll im ersten Halbjahr 2019 in den Handel kommen.
Mitte 2019 wurde das viertürige SUV-Coupé Wey VV7 GT auf Basis des VV7 vorgestellt. Auf der IAA im September 2019 präsentierte Wey auch eine von Brabus veredelte Version dieser Baureihe.
Ebenfalls auf der IAA 2019 wurden die beiden Konzeptfahrzeuge Wey-S und Wey-X vorgestellt.
Auf der Chengdu Auto Show im Juli 2020 präsentierte Wey den Geländewagen Wey Tank 300. Seit April 2021 wird er unter der Marke Tank geführt.
Den Wey Mocca präsentierte die Marke im Januar 2021. Optisch nimmt er einige Elemente der Konzeptfahrzeuge Wey-S und Wey-X auf. Technisch basiert das SUV auf dem VV7.
Im April 2021 wurden auf der Auto Shanghai die SUV's Wey Latte und Wey Macchiato vorgestellt.
Der Wey Yuanmeng wurde im August 2021 vorgestellt. Er sollte im Frühjahr 2022 in den Handel kommen.
Im Dezember 2022 wurde auf der Guangzhou Auto Show der 5,16 Meter lange Plug-in-Hybrid-SUV Wey Lanshan vorgestellt. Seine Markteinführung erfolgte im April 2023.
Der 5,05 Meter lange Wey Gaoshan ist der erste Van der Marke. Er hat einen Plug-in-Hybrid-Antrieb und debütierte im April 2023.
Mocca und Latte und wurden im September 2021 in München auf der IAA auch für den europäischen Markt als Wey Coffee 01 und Wey Coffee 02 präsentiert. Zudem zeigte die Marke das Konzeptfahrzeug Wey iNest.

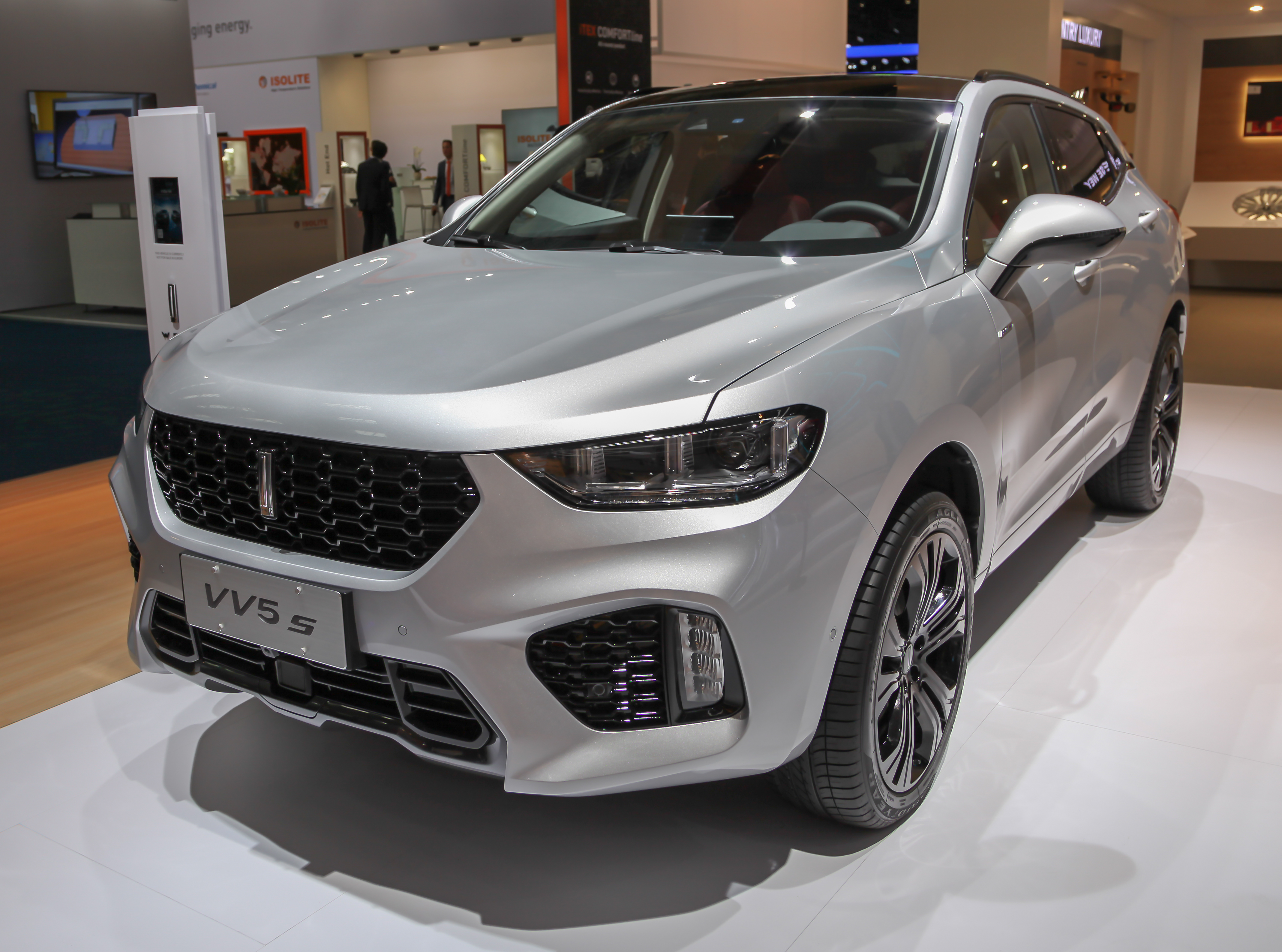
Wey VV5 (2017–2021)
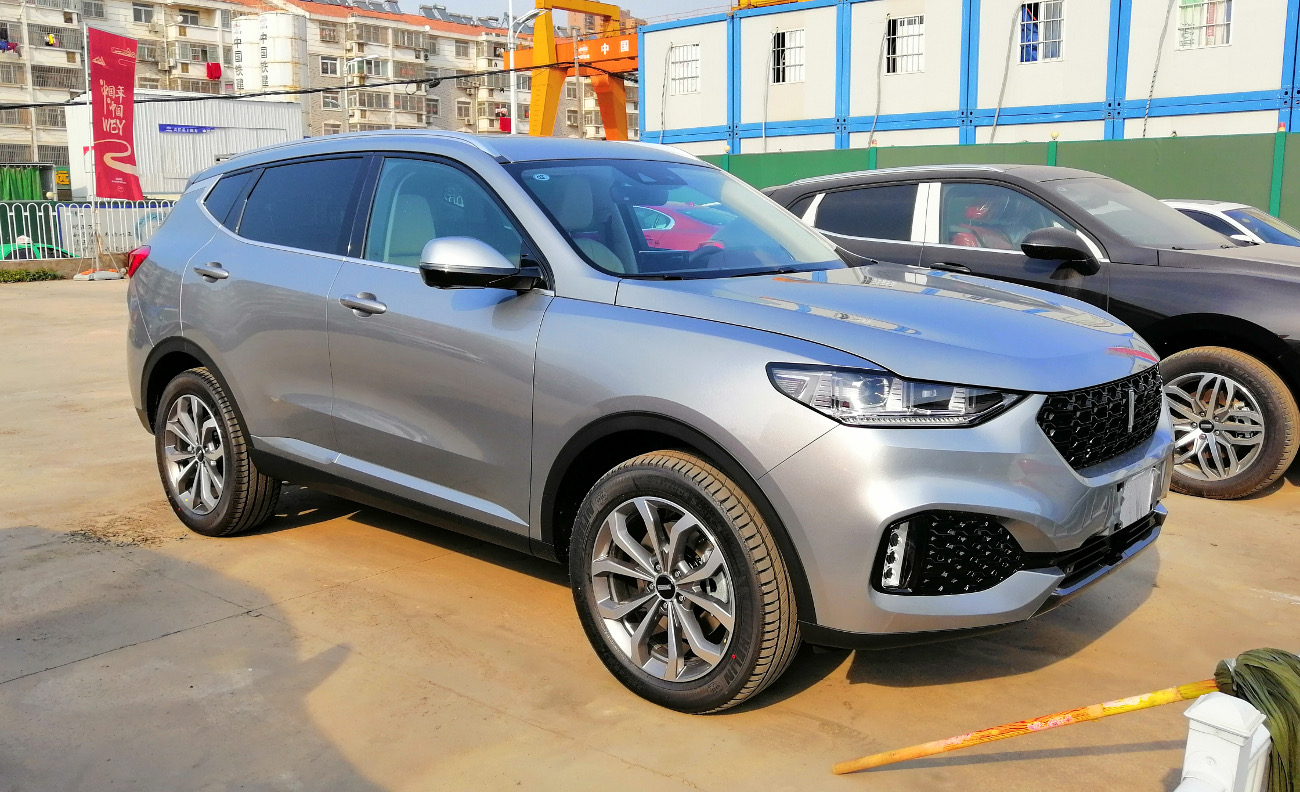
Wey VV6 (2018–2021)
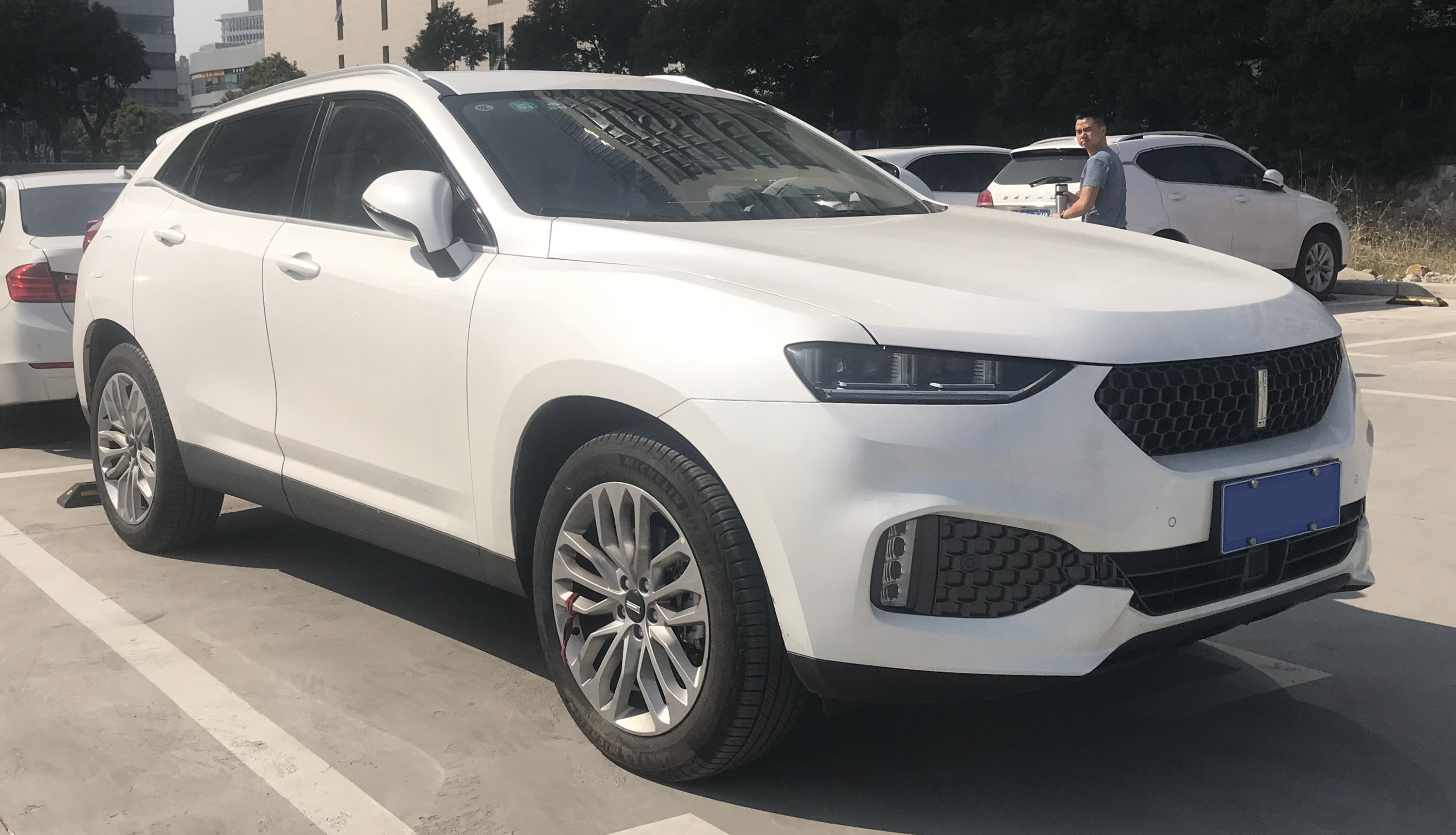
Wey VV7 (2017–2021)
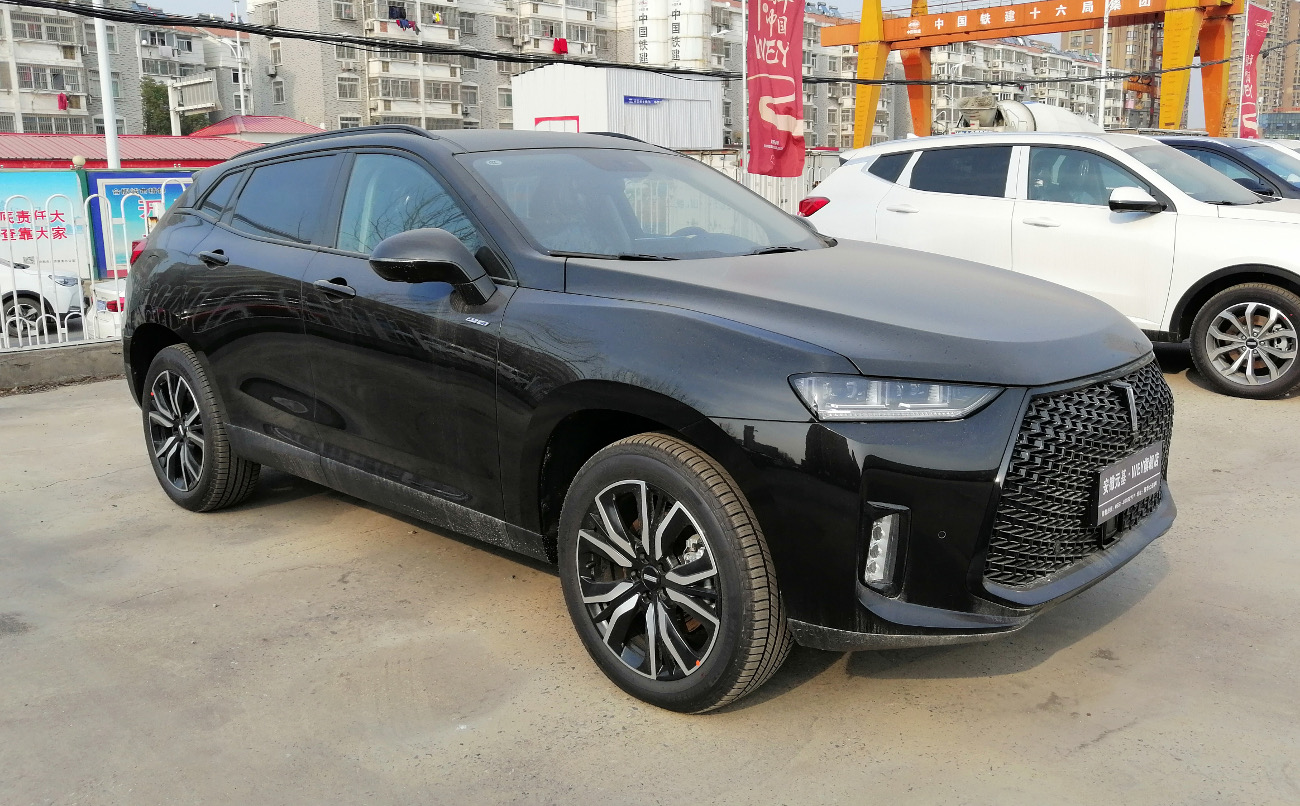
Wey P8 (2018–2019)
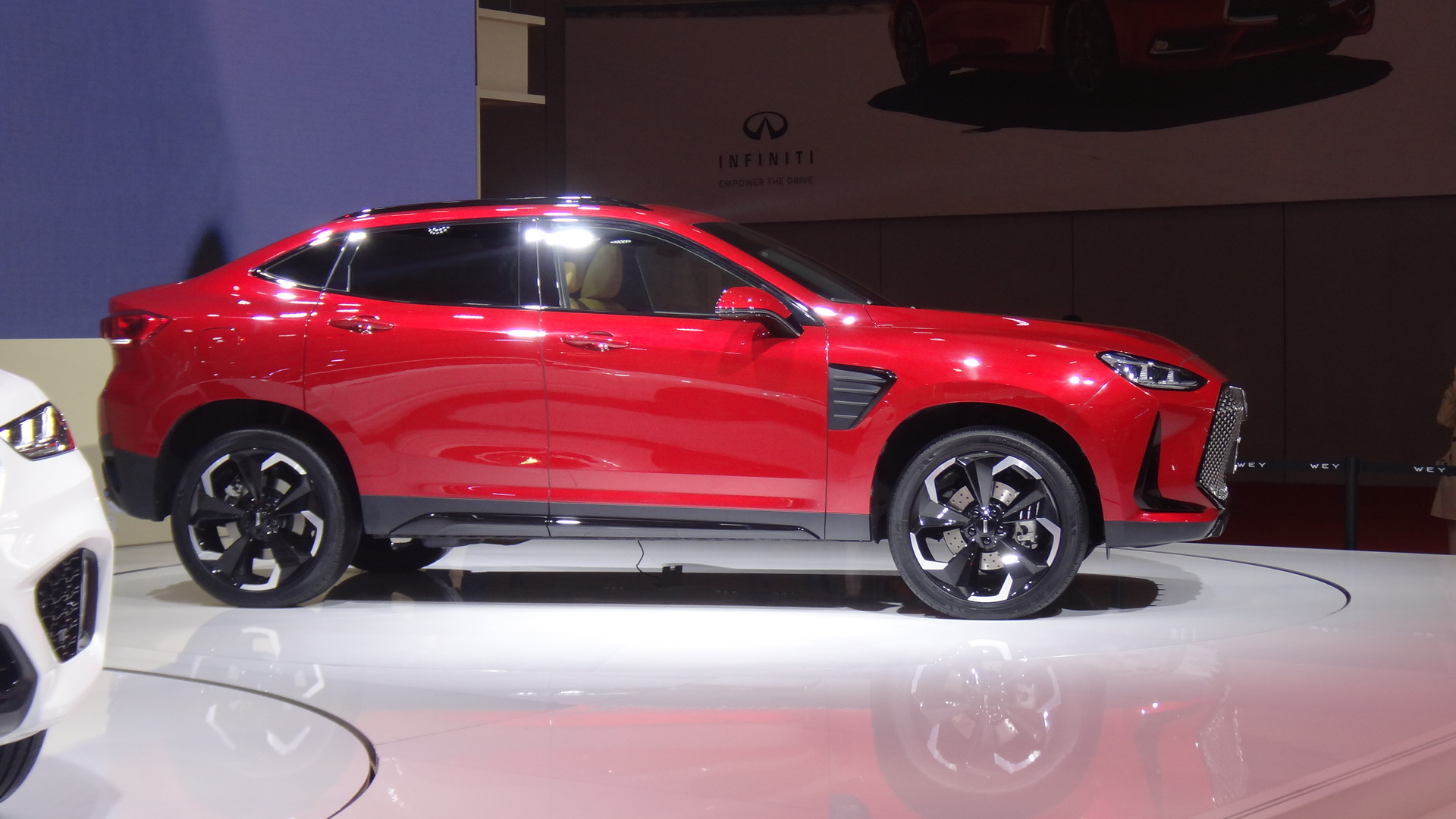
Wey P8 GT (2019)
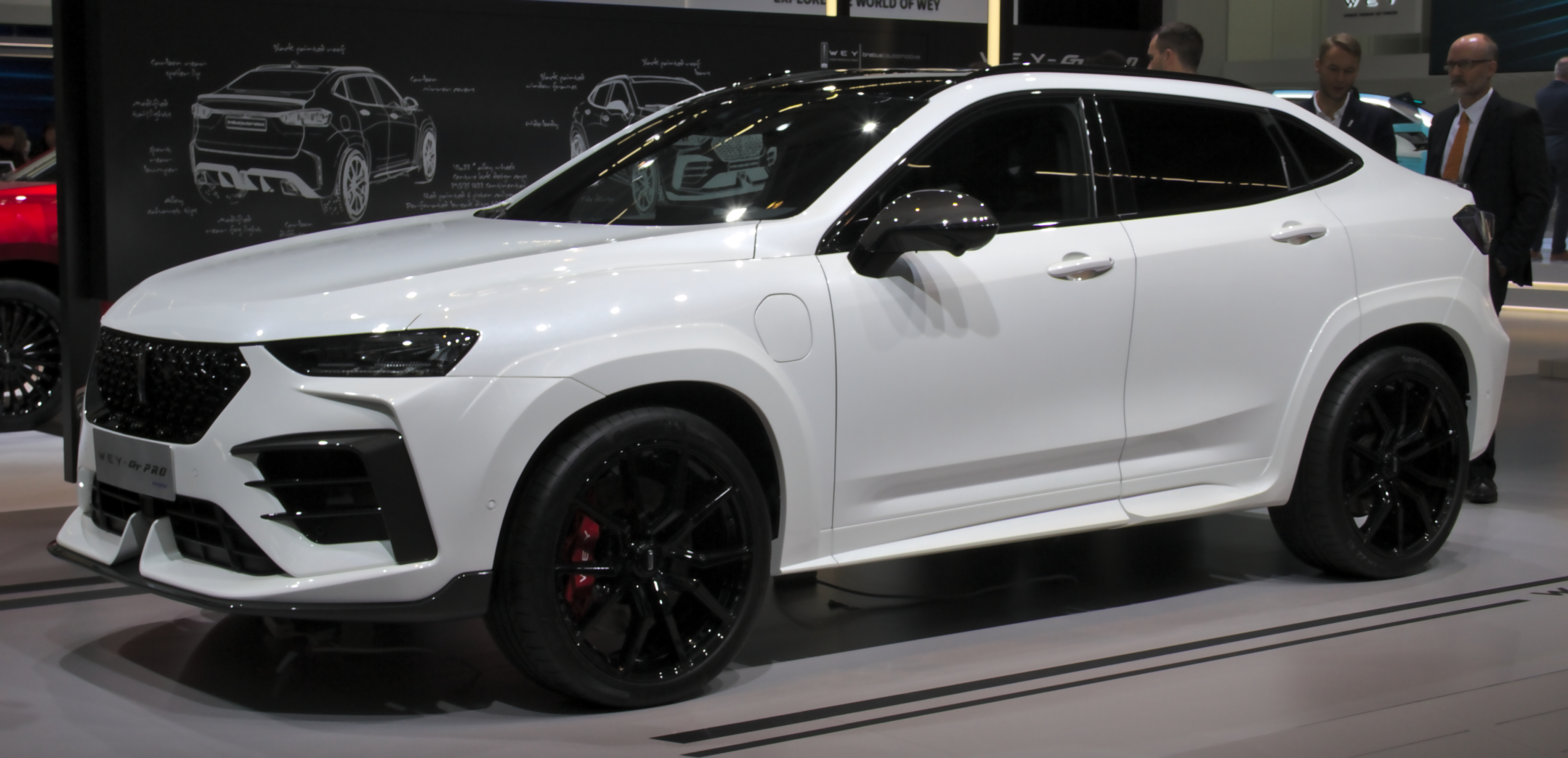
Wey VV7 GT (2019–2021)
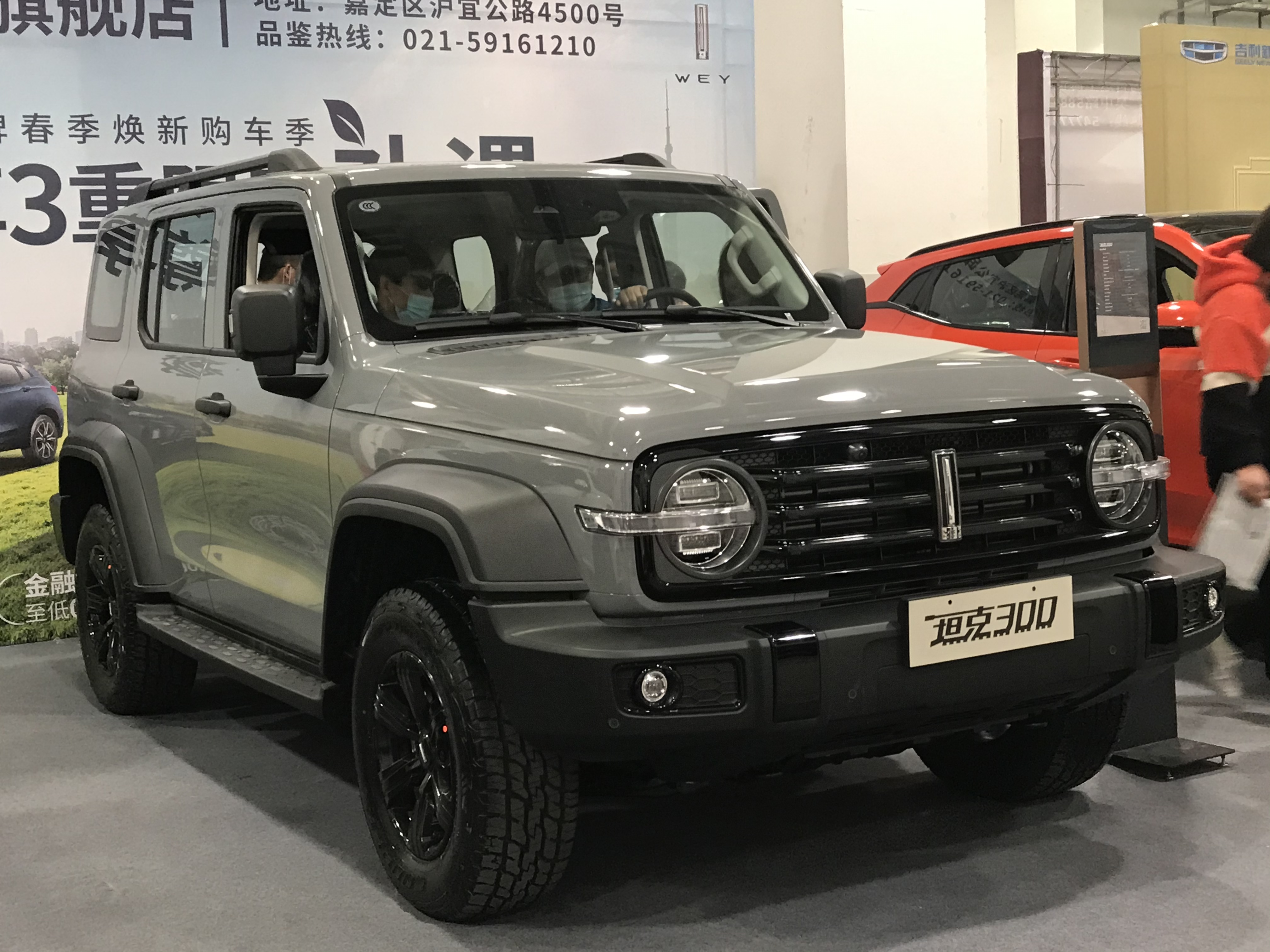
Wey Tank 300 (2020–2021)
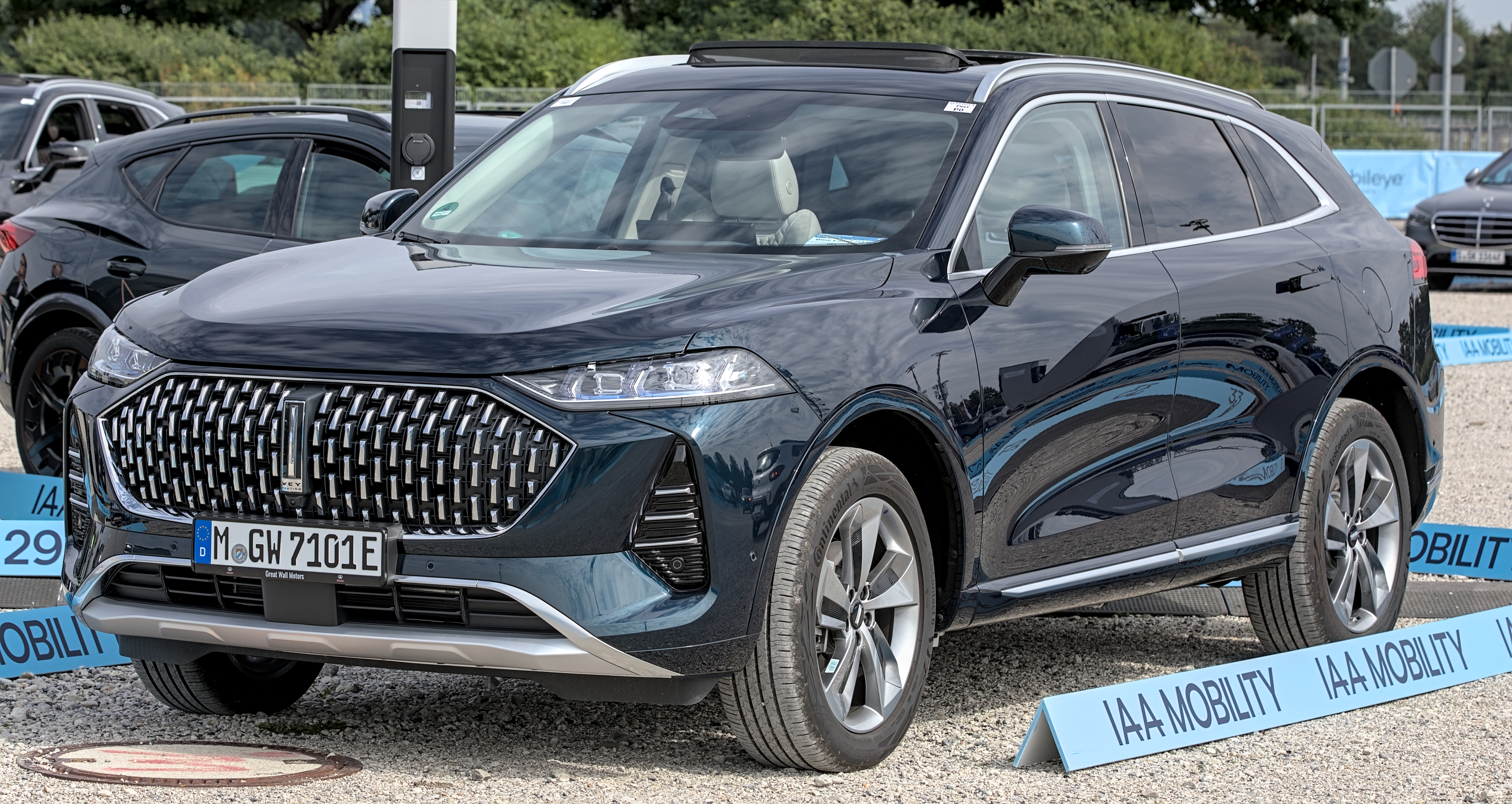
Wey Mocca (seit 2021)
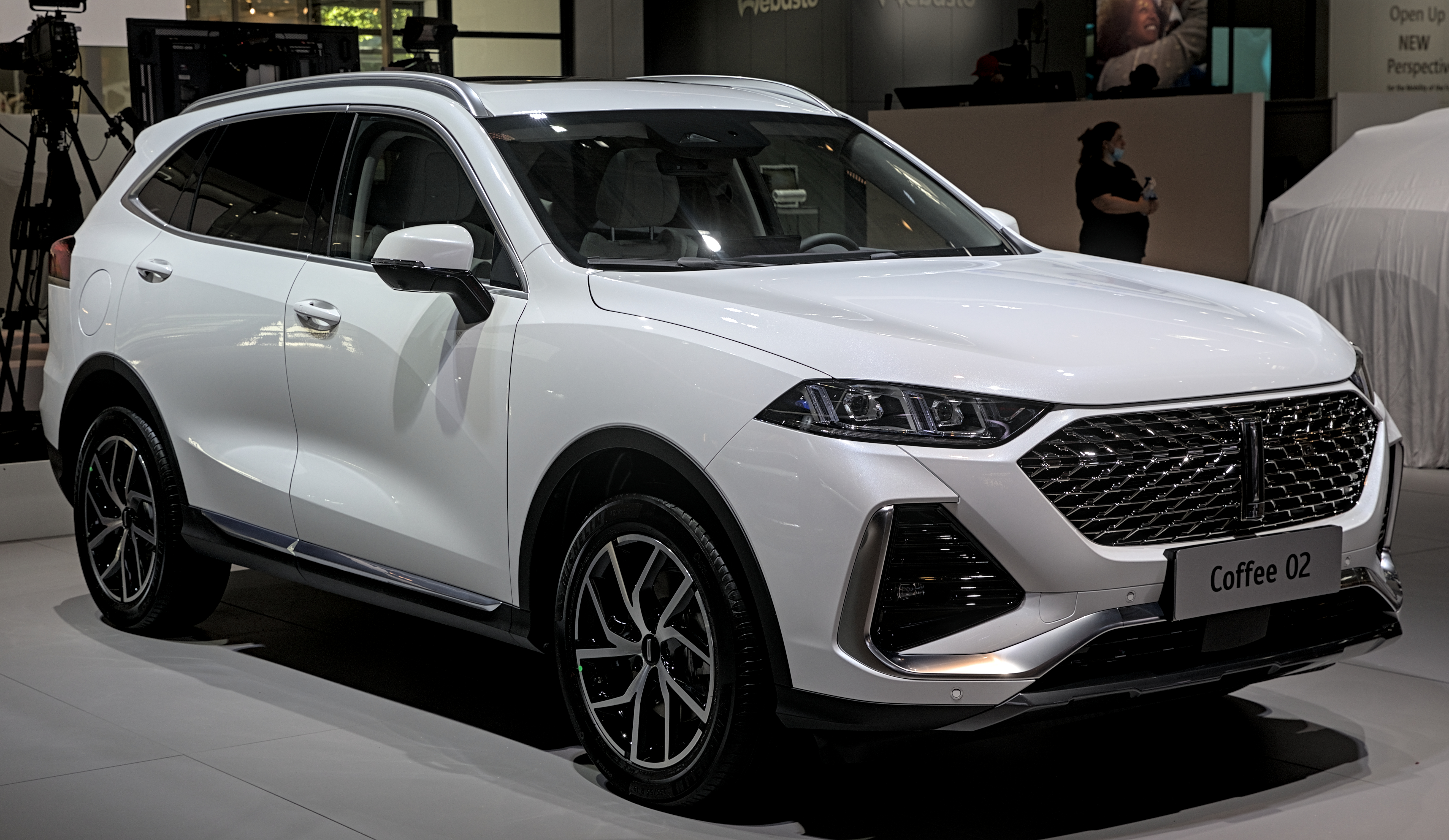
Wey Latte (seit 2021)
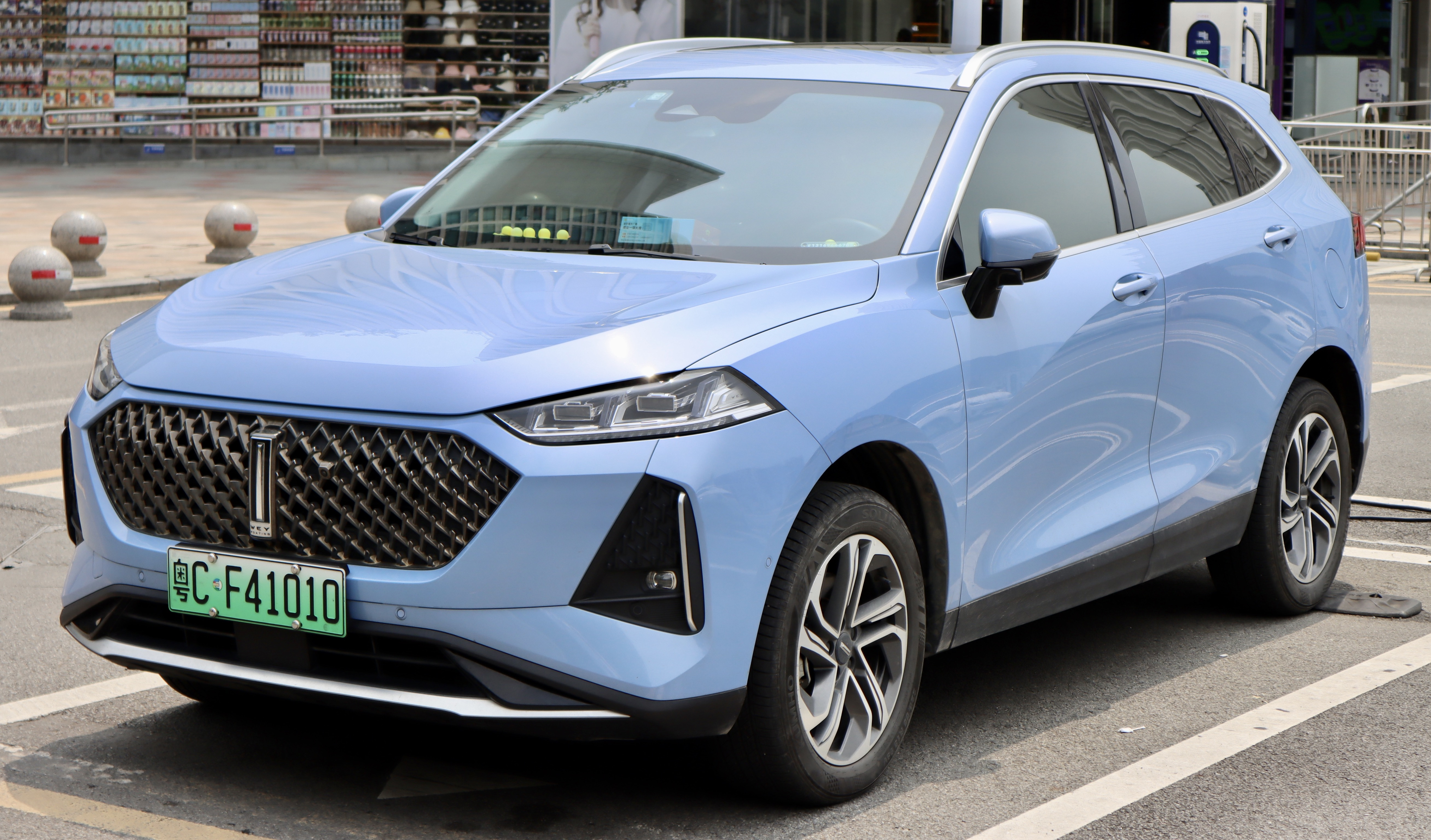
Wey Macchiato (2021–2022)
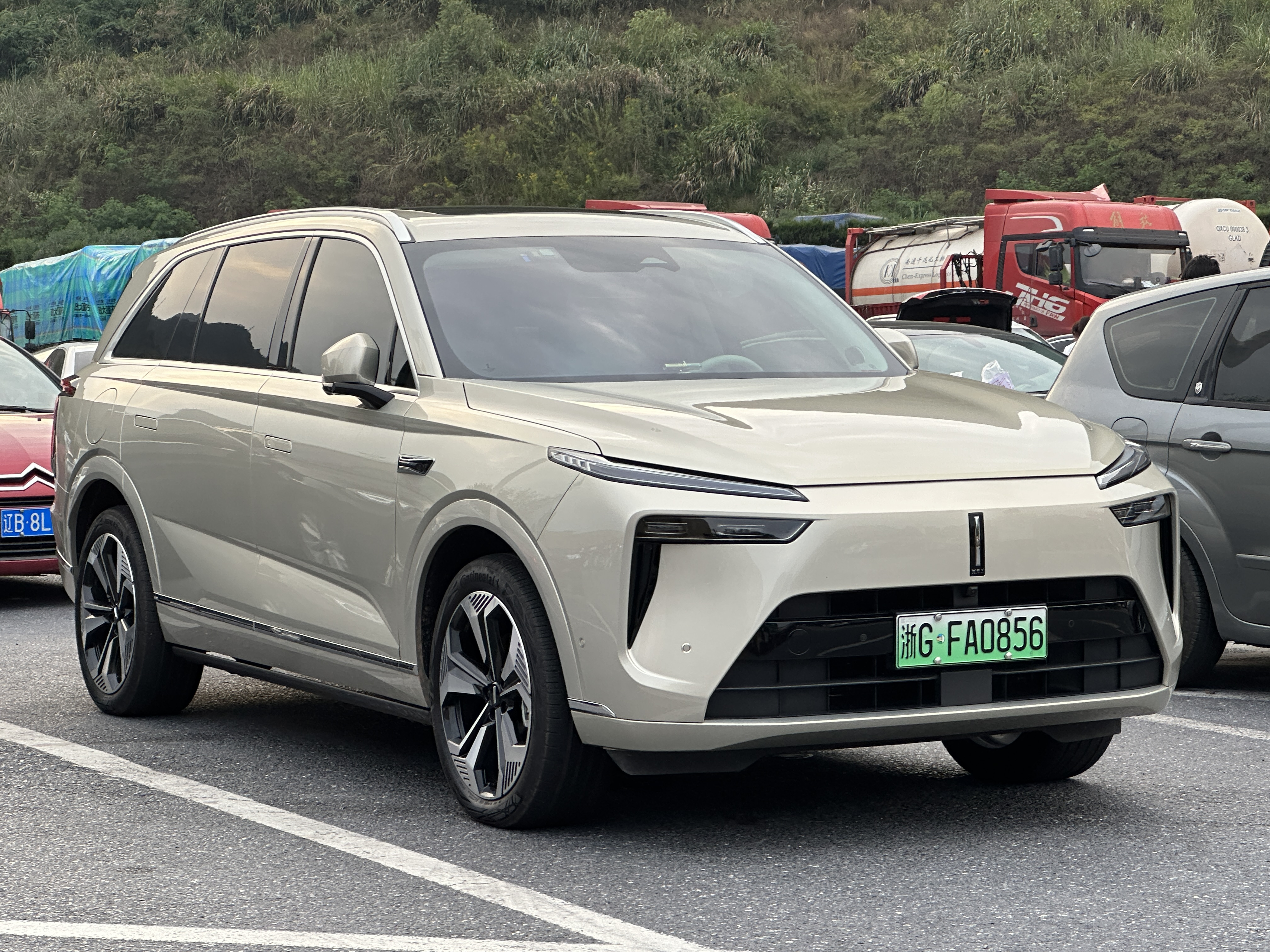
Wey Lanshan (seit 2023)
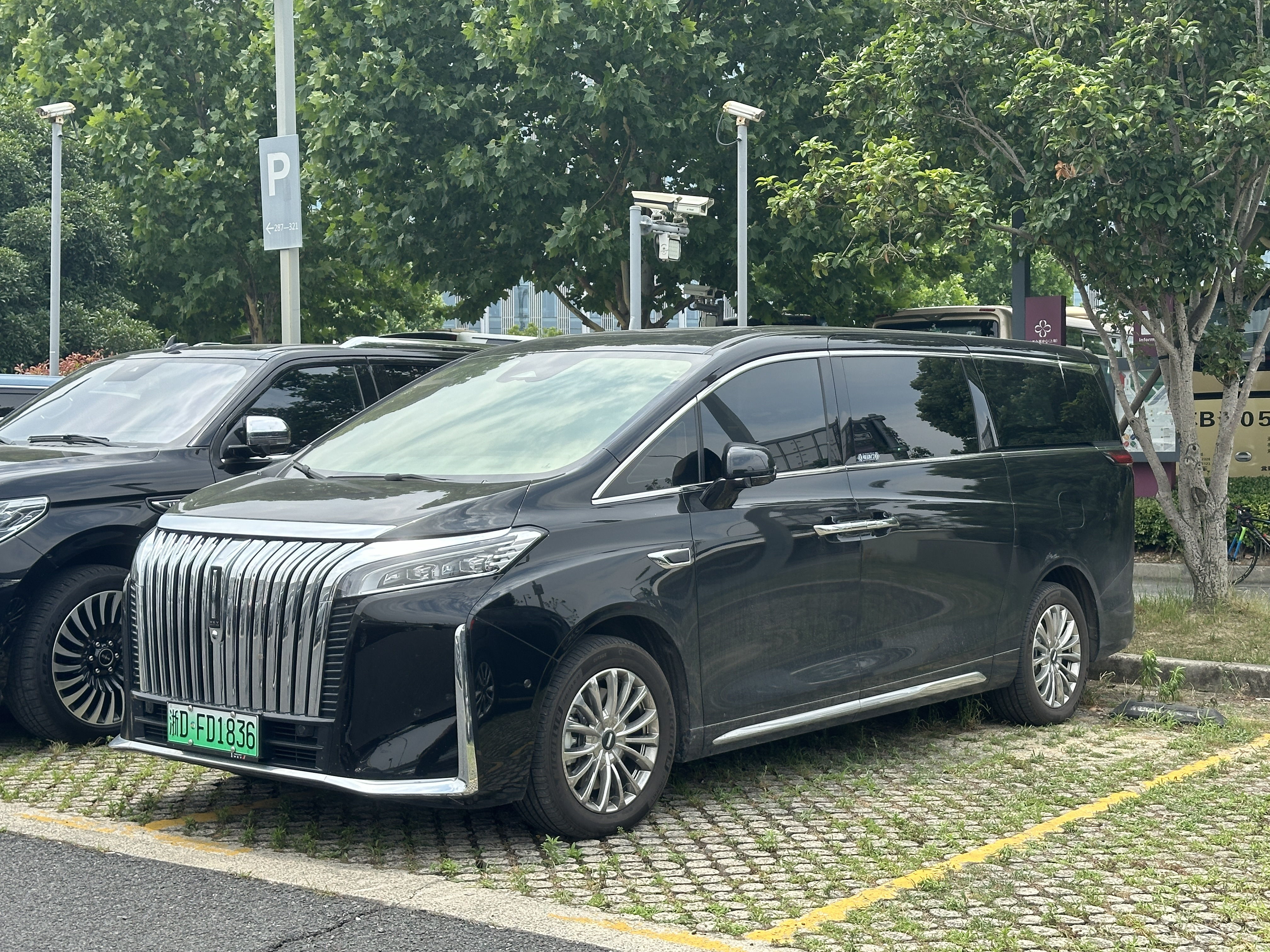
Wey Gaoshan (seit 2023)
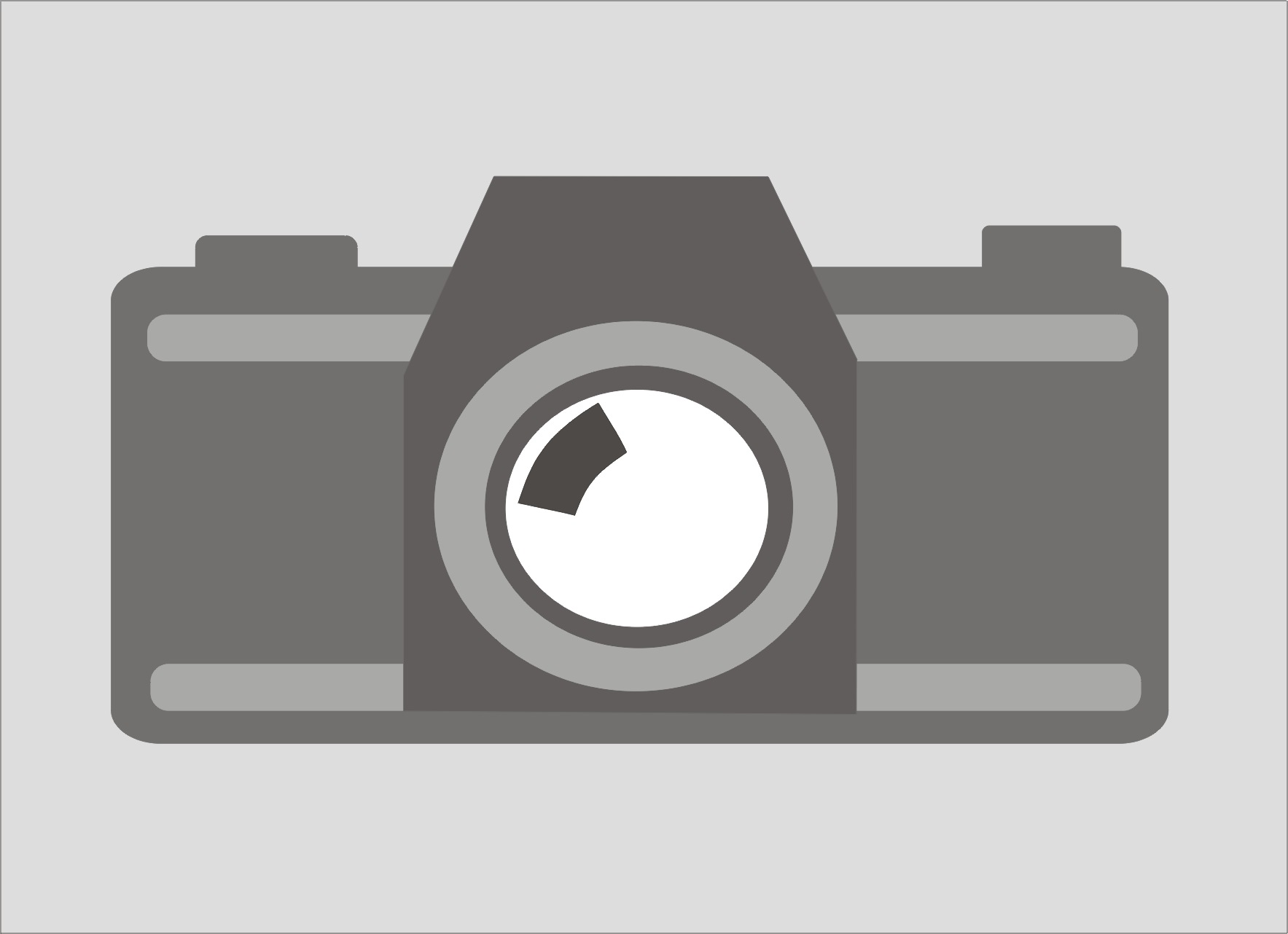
Wey Yuanmeng (ab 2024)
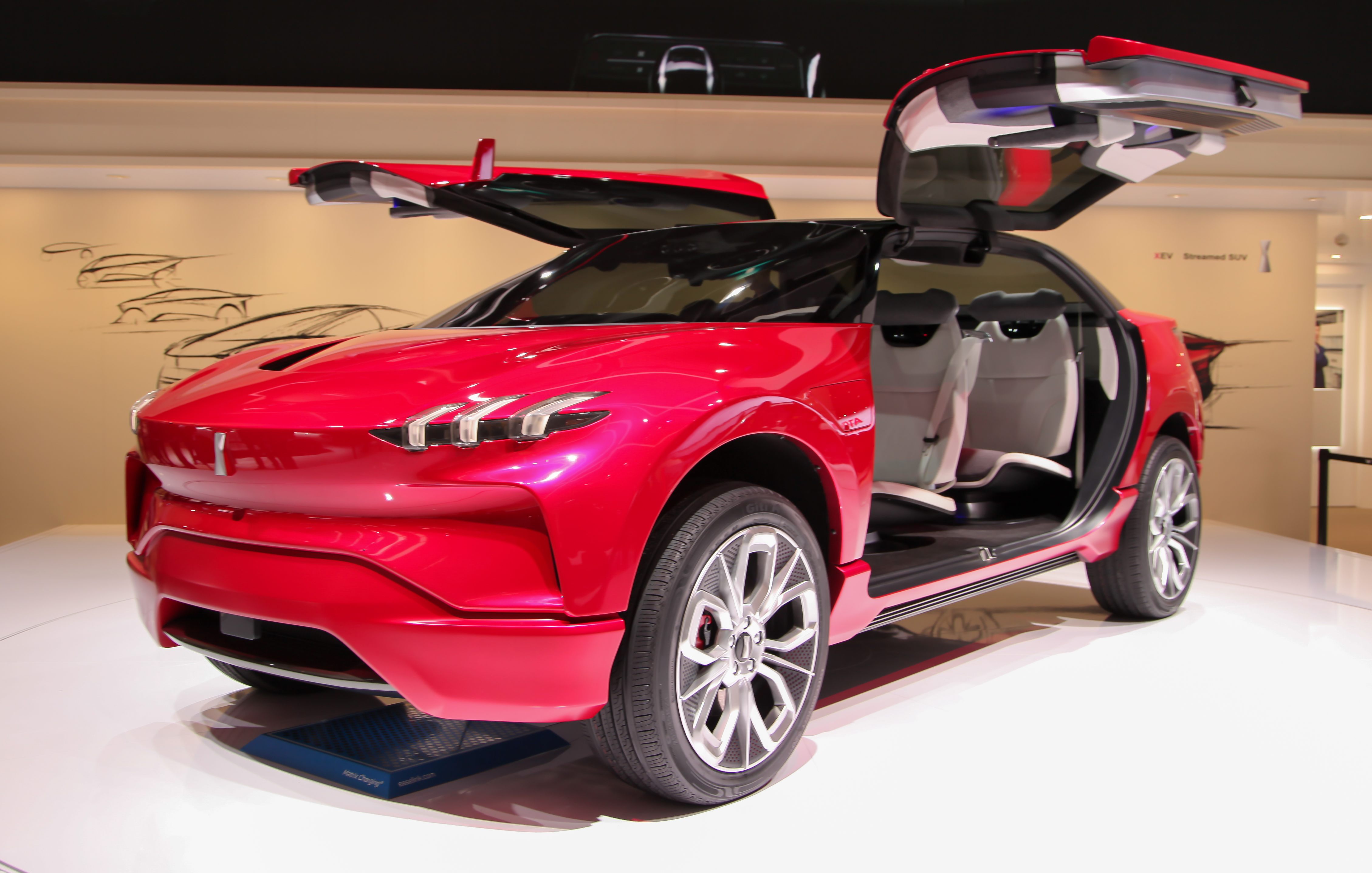
Wey XEV Concept (2017)
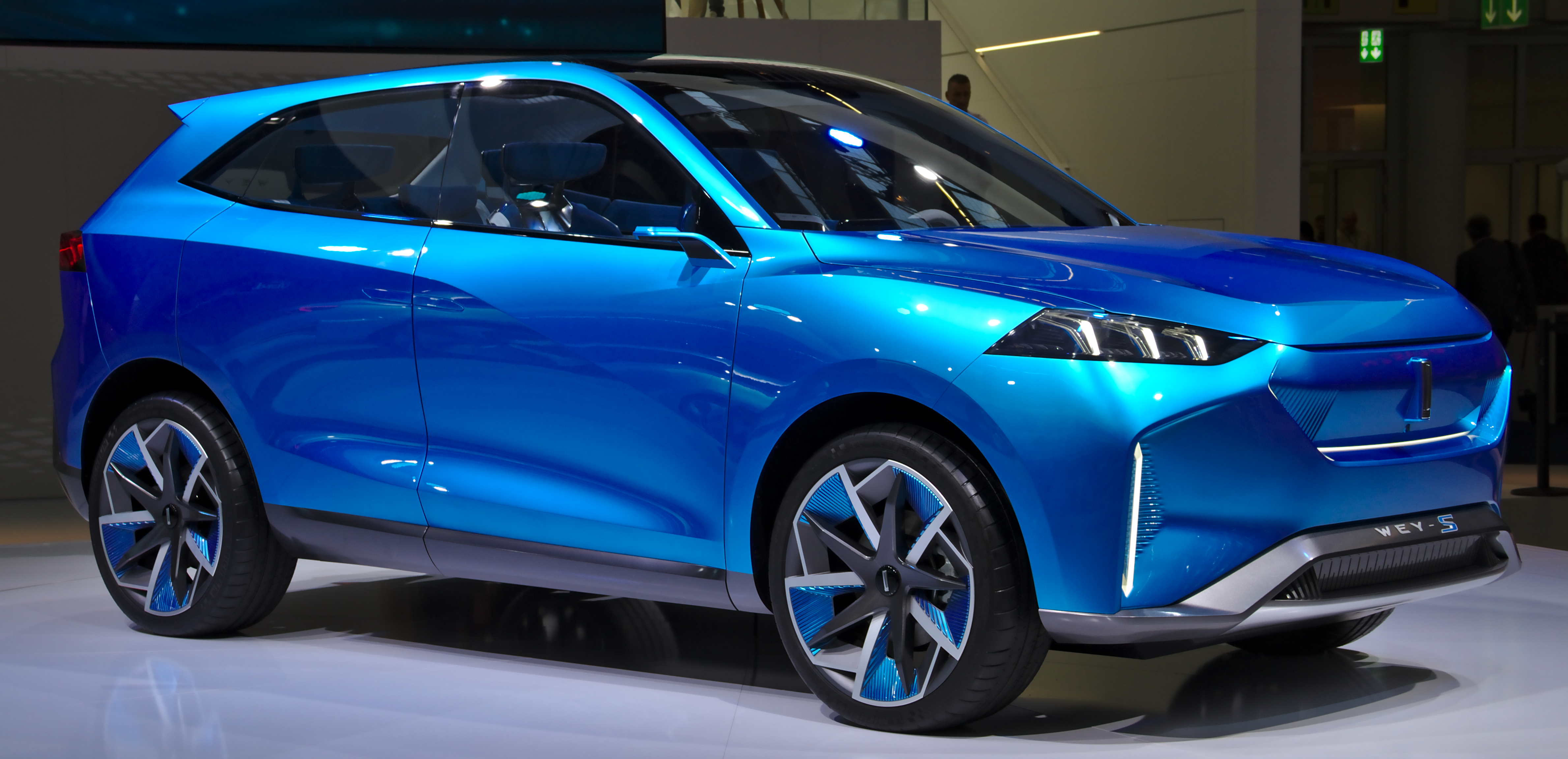
Wey-S Concept (2019)
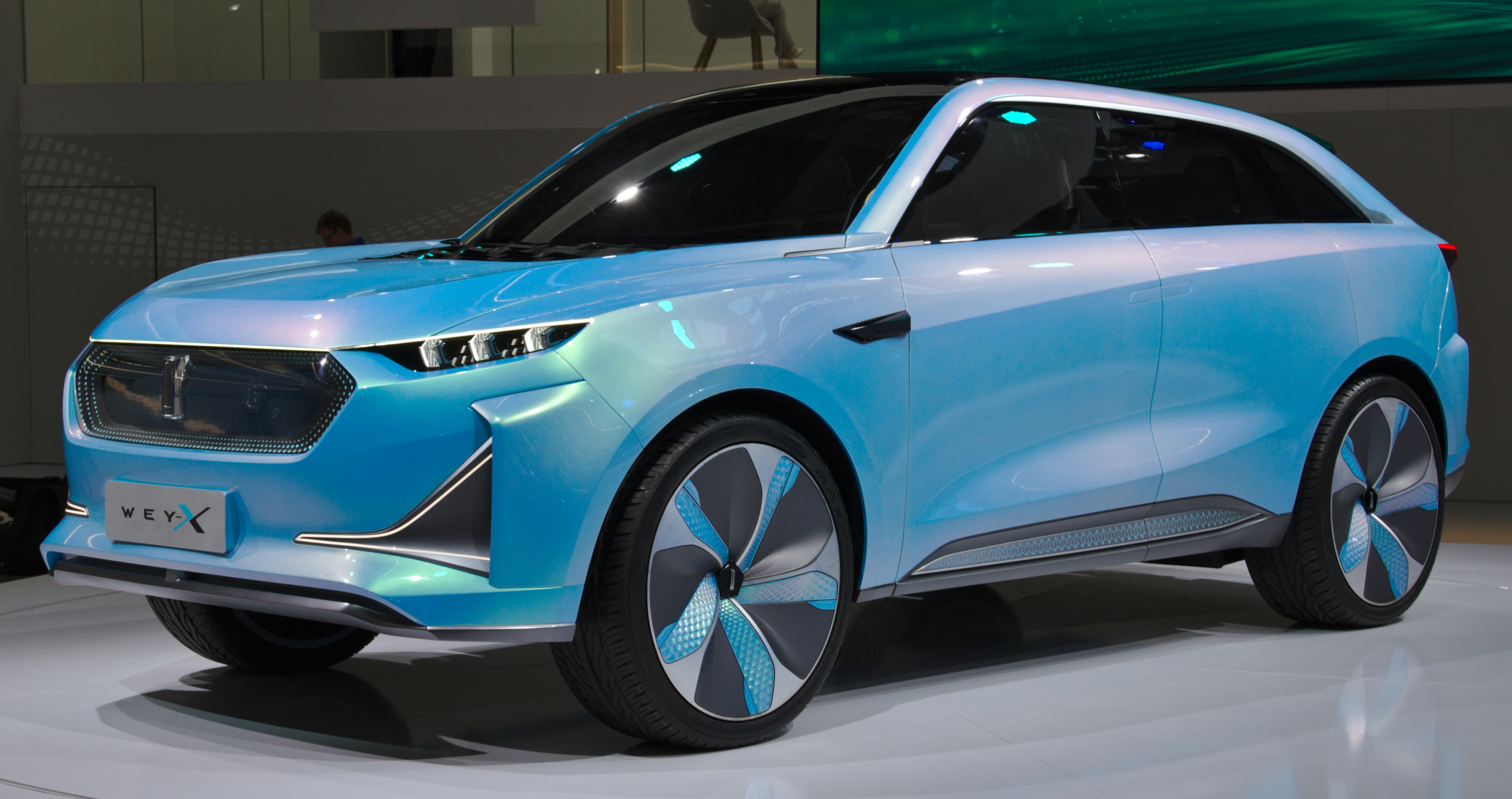
Wey-X Concept (2019)
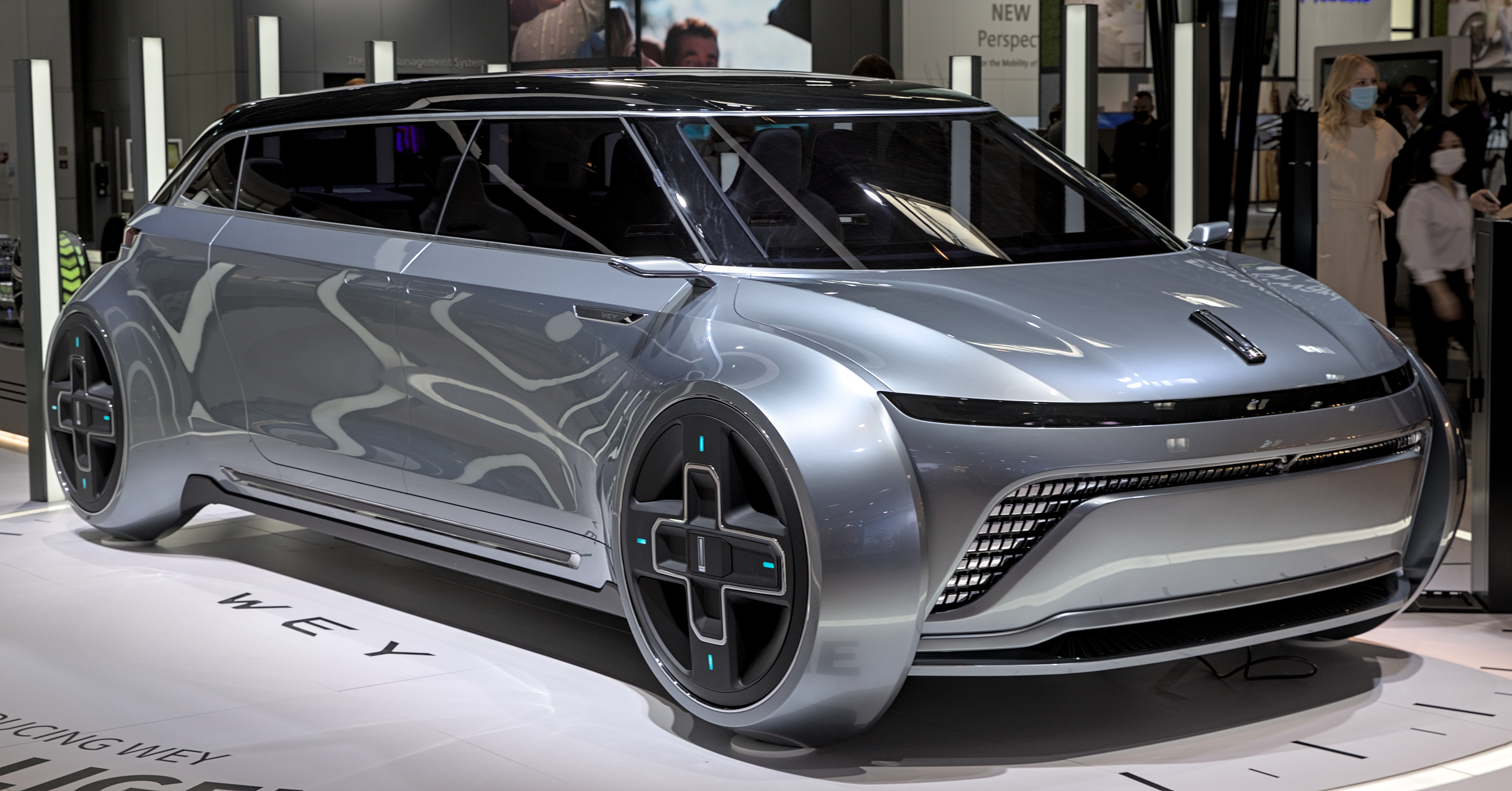
Wey iNest Concept (2021)

## Verkaufszahlen in China
Zwischen 2017 und 2022 sind in der Volksrepublik China insgesamt 498.772 Fahrzeuge von Wey verkauft worden. Mit 139.486 Einheiten war 2018 das erfolgreichste Jahr.
| Jahr                             |      |  | Stück   |         |
| 2017                             | 2017 |  | 86.427  | 86.427  |
| 2018                             | 2018 |  | 139.486 | 139.486 |
| 2019                             | 2019 |  | 100.043 | 100.043 |
| 2020                             | 2020 |  | 78.500  | 78.500  |
| 2021                             | 2021 |  | 58.363  | 58.363  |
| 2022                             | 2022 |  | 35.953  | 35.953  |
| Verkaufszahlen in China, Quelle: |      |  |         |         |